# 愛國者運動

貝特西·羅斯旗。

愛國者運動（英語：Patriot movement）是一項美國的社會運動。由當地民眾自發組成的民兵組織從事，他們主張保守、獨立。成員包括稅務抗議者、主權公民運動者、啟示錄末日論者、極端生存主義者、極右派自由意志主義者、反猶太主義者及其他組合，主要由前軍方、警方領導。
許多領導者是美國特種部隊的退役人員，組織上大都模仿軍隊編制，裝備齊全，經常購置槍枝彈藥、進行軍事訓練和實戰演習，隨時準備進行戰鬥。他們認為現在的美國聯邦政府正不斷侵犯他們的權利（包括民選政府官員，官僚機構以及一些政府外的特殊利益集團，以違憲的手段非法積累權力），所以不得不進行戰鬥。他們自稱是真正的愛國者，要進行一場反對聯邦政府專制統治的革命，恢復民主、自由的美國傳統。他們要求聯邦政府堅持《美國憲法》，停止有計劃的濫用土地權、槍枝權、言論自由和其他自由。記者和研究人員通常會將愛國者運動與右派民兵運動聯繫起來，因為該運動有一些非法、暴力的行為，甚至和政府單位發生武裝衝突。美國執法機構認為他們是危險、充滿妄想、有時是暴力的組織。
震驚或啟發愛國者運動的美國重大事件包括1992年紅寶石山脊事件、1993年韋科慘案和1996年夏季奧林匹克運動會。2008年巴拉克·歐巴馬當選美國總統後，愛國者運動的規模和人數急劇增加。導致該運動擴大的其他因素包括社群媒體的興起、全球主義的興起、經濟大衰退及其後果、愛國者運動的白人優越主義分支，以及美國的種族多樣性增加。該運動的象徵物包括美國革命、殖民地義勇兵、貝特西·羅斯旗、山姆大叔和《76精神》。

## 立場
與愛國者運動對立的包括聯邦調查局、反誹謗聯盟、南方貧困法律中心、美國聯邦政府的官員和執法人員、猶太機構、墮胎提供者、政治候選人的支持者、環保活動家、同性戀權益組織者等。愛國者運動常被對立的一方形容為種族主義者、極端主義者、反猶太主義者和暴力群體。
外界對愛國者運動的描述包括：
- 一個多元化的社會運動，其共同點是對美國聯邦政府越來越高漲的不滿和異議，主張使用武裝力量捍衛自己的權利和意願，並且相信末世論和陰謀論[2]。
- 以自由意志主義者、舊保守主義者、古自由意志主義者（英语：Paleolibertarianism）、反對移民者（英语：Opposition to immigration）的武裝民兵組成，主張廢除聯邦儲備系統、縮小聯邦政府職權[15]。
- 主張維護《美國憲法》，特別是《美國憲法第二條修正案》與《美國憲法第十四條修正案》[16]，也因此一些成員拒絕繳納所得稅[16]。

愛國者運動與以下觀點有關：
- 支持準軍事民兵運動，如密歇根州民兵隊（英语：Michigan Militia）[1]。
- 宗教觀點集中於探討時間終結的跡象[1]。
- 對大規模監控的抗議[16]。

此外，愛國者運動表示支持各種陰謀論：
- 美國聯邦政府參與奧克拉荷馬市爆炸案[17]。
- 美國聯邦政府參與甘迺迪遇刺案[18]。
- 美國聯邦政府參與九一一恐怖攻擊事件[19]。
- 美國聯邦政府參與桑迪·胡克小學槍擊案[20]。
- 新世界秩序理論[1][16]，世界可能被聯合國接管[18]。

## 相關團體

3%美國愛國者的旗幟。

和愛國者運動相關的團體包括：
- 約翰·伯奇協會
- 南方聯盟[21]
- 蒙大拿州民兵隊（英语：Militia of Montana）[2]
- 密歇根州民兵隊（英语：Michigan Militia）[1]
- 誓言守護者[22]
- 3%美國愛國者（英语：Three Percenters）[23]